# Helin (See)
Der See Helin liegt in den norwegischen Kommunen Vestre Slidre und Vang im Fylke Innlandet. Der See speist das Wasserkraftwerk Åbjøra kraftverk.
1930 wurde ein 35 km² großes Gebiet zwischen den Seen Helin und Syndin zu einem „botanischen Nationalpark“ erklärt. Heute hat das Schutzgebiet die Bezeichnung Helin plantepark.